# Hanna Sheehy-Skeffington

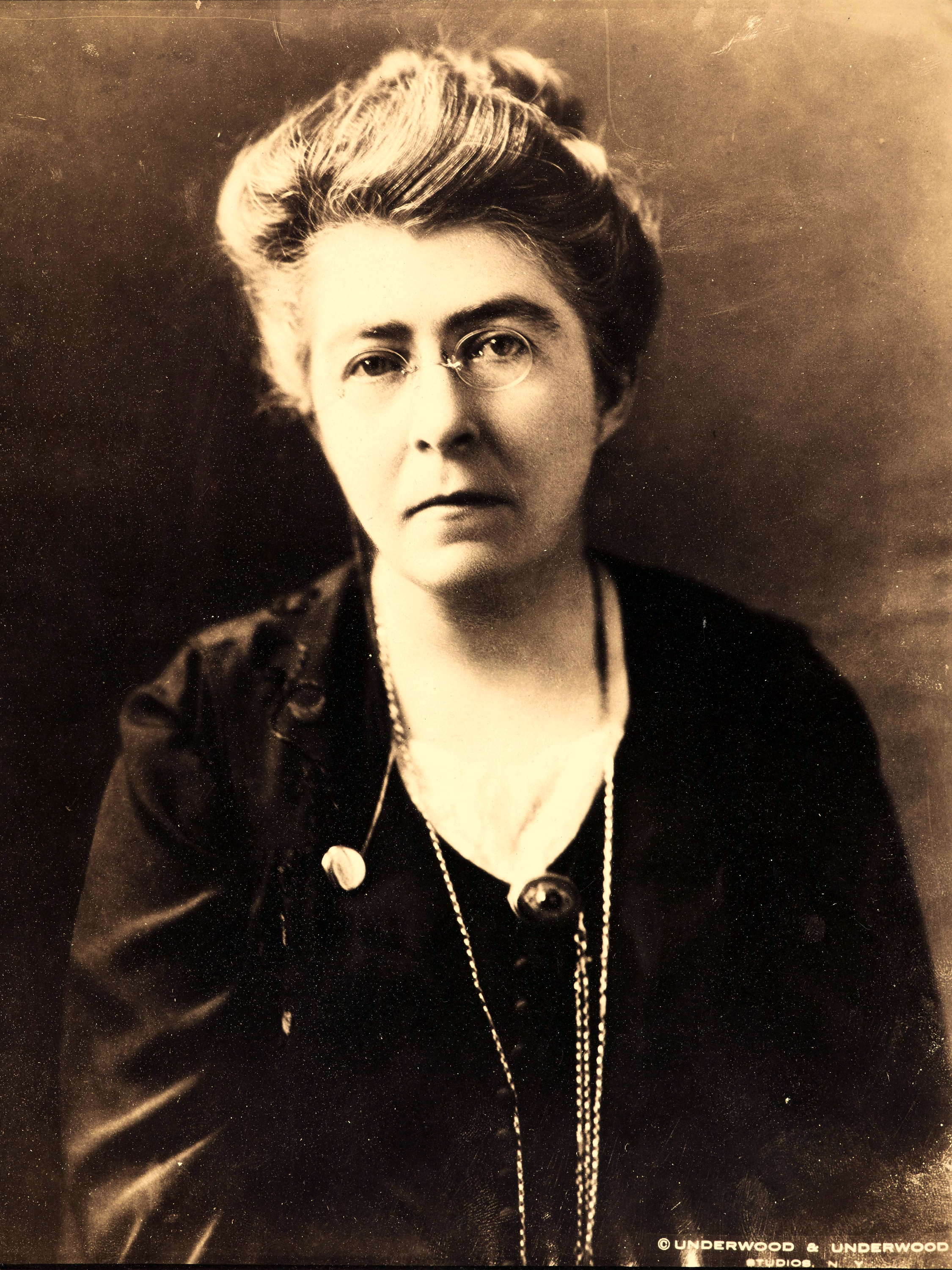
Hanna Sheehy-Skeffington, etwa 1920

Johanna Sheehy-Skeffington (* 24. Mai 1877 in Kanturk, County Cork, Irland; † 20. April 1946 in Dublin, Irland) war eine irische Suffragette und Menschenrechtsaktivistin.

## Leben

### Kindheit und Ausbildung
Hanna Sheehy-Skeffington wurde als ältestes von sechs Kindern (zwei Söhne, vier Töchter) der Familie Sheehy geboren. Ihr Vater David Sheehy war ein Mühlenbesitzer und Mitglied der Irish Republican Brotherhood, wodurch Hanna früh mit politischen Themen in Kontakt kam. Er wurde mehrfach wegen seiner republikanischen Aktivitäten verhaftet. Später wurde er für die Irish Parliamentary Party ins Britische Unterhaus gewählt. Ihr Onkel, Pater Eugene Sheehy, war als Priester ein bekanntes Mitglied der Irish Land League. Die Mutter, Elizabeth Sheehy, geborene McCoy, stammte ebenso wie der Vater aus dem County Limerick. Die Familie lebte im County Cork und im County Tipperary, bevor sie 1887 nach Dublin zog.
Sie besuchte die Klosterschule der Dominikaner in der Eccles Street, wo sie etliche Preise und Stipendien gewann und ihre Sprachbegabung zeigte. Aufgrund einer beginnenden Tuberkulose unterbrach sie 1895 ihr Studium und reiste nach Frankreich und Deutschland, um sich zu erholen. Am Ende des Jahres gewann sie ein Stipendium am St. Mary’s University College, das unter der Obhut des Dominikaner-Ordens stand. Zu dieser Zeit war es Frauen an irischen Universitäten nicht erlaubt, dieselben Vorlesungen wie Männer zu besuchen, sie durften jedoch an denselben Prüfungen teilnehmen. So schloss sie 1899 an der Royal University of Ireland ihr Bachelor-Studium in Moderne Sprachen ab. 1902 machte sie ihren Magister-Abschluss am University College Dublin in Französisch und Deutsch. Daraufhin bekam sie eine Anstellung als Lehrerin und Prüferin bei den Dominikanern in der Eccles Street.

### Heirat und Beginn der politischen Aktivitäten

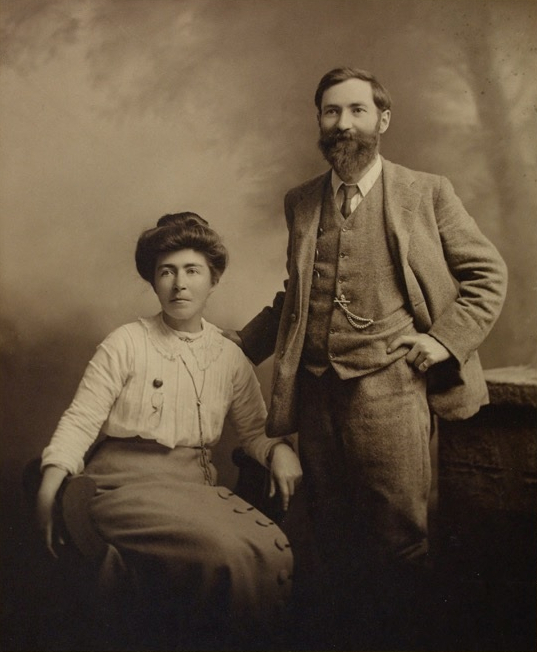
Hanna und Francis Sheehy-Skeffington

Noch während ihres Studiums lernte sie 1896 ihren Mann kennen, Francis „Frank“ Skeffington, der bereits politisch aktiv war und sich öffentlich für das Frauenwahlrecht einsetzte. Als sie 1903 heirateten, entschieden sie sich dafür, jeweils beide Nachnamen anzunehmen, als Symbol der Gleichberechtigung in ihrer Beziehung. Ihr einziger Sohn, Owen, wurde 1908 geboren.
Hanna Sheehy hatte bereits 1902 die Women Graduates‘ and Candidate Graduates‘ Association mitbegründet, die sich für die Förderung von Frauen in der Hochschulausbildung einsetzte. Das Ehepaar beschäftigte sich mit etlichen politischen Themen, besonders aber mit dem Feminismus, dem Pazifismus, Sozialismus und dem irischen Nationalismus. 1902 trat sie der bereits etablierten Irishwomen’s Suffrage and Local Government Association bei, die sich öffentlich für das Frauenwahlrecht einsetzte. Als sich 1903 in London eine militante Wahlrechtsorganisation formierte, die Women’s Social and Political Union, wurde die Bewegung wieder aktiv.
Sheehy-Skeffington hatte die Aktivitäten der WSPU verfolgt und organisierte 1908 gemeinsam mit Gretta Cousins und zwei weiteren Frauen die Irish Women’s Franchise League, eine unabhängige, überparteiliche und militante Gruppierung. 1912 hatte die IWFL bereits über 1.000 Mitglieder und war damit die größte Wahlrechtsorganisation in Irland. Obwohl sie streng nationalistisch eingestellt war, war sie 1900 nicht in die Inghinidhe na hÉireann unter Maud Gonne eingetreten. Und auch, als diese 1914 in die Cumann na mBan, die Frauenorganisation der Irish Volunteers, aufging, wurde sie nicht deren Mitglied. Sheehy-Skeffington war der Ansicht, dass Frauen in nationalistischen Organisationen eine den Männern untergeordnete Rolle spielten, und dass eine wirkliche Mitgliedschaft nur durch den Erwerb des Stimmrechts erreicht werden könne. Bereits 1909 hatte sie gesagt:

„Until the women of Ireland are free, the men will not achieve emancipation.“

„Solange die Frauen in Irland nicht frei sind, werden die Männer keine Emanzipation erreichen.“

Im Mai 1912 erschien die erste Ausgabe der Zeitung The Irish Citizen, die von Frank Sheehy-Skeffington mitgegründet und ab 1913 vom Ehepaar Sheehy-Skeffington gemeinsam herausgegeben wurde. Ihr Talent zum Schreiben konnte sie hier nutzen, in einer Zeit, in der Printmedien bei der Verbreitung politischer Theorien federführend waren. Sie hatte in dieser eigenen Zeitung die Freiheit, Artikel zu schreiben, die auf das Leben irischer Frauen Bezug nahmen und eine Radikalisierung der Bevölkerung hinsichtlich neuer Geschlechterrollen und des Platzes der Frauen in der Gesellschaft anstrebten.
Die Ablehnung der Irish Parliamentary Party unter John Redmond, im Zuge der 3. Home Rule Bill 1912 das Frauenwahlrecht einzuführen, führte zu einer ersten militanten Suffragetten-Aktion in Irland. Am 13. Juni 1912 warfen Frauen der IWFL, darunter Hanna Sheehy-Skeffington, Fensterscheiben an mehreren Regierungsgebäuden ein. Die Frauen wurden verhaftet und für einen Monat eingesperrt. Im Gefängnis setzten sie sich sofort erfolgreich dafür ein, den Status politischer Häftlinge zu bekommen. Die schlechte Behandlung zweier englischer Suffragetten durch die irischen Behörden führte dazu, dass Sheehy-Skeffington und einige weitere Frauen in den Hungerstreik traten. Diese Strategie hielt sie zukünftig aufrecht, wann immer man sie inhaftierte. Wegen ihrer feministischen Aktivitäten erhielt sie die Kündigung als Deutsch-Lehrerin an der Rathmines School of Commerce. Damit hatte sie mehr Zeit, um sich um Wahlrechtsfragen und Artikel im Irish Citizen zu kümmern. Sie begann Korrespondenzen mit Frauenrechtlern in England und den USA.
Die sozialistischen Gedanken des Gewerkschaftsführers James Connolly beeinflussten sie stark. 1911 war sie bereits Mitbegründerin der Irish Women’s Workers Union gewesen, eines autonomen Ablegers der Irish Transport and General Workers’ Union (ITGWU). Während der großen Aussperrung 1913 in Dublin, betrieb Sheehy-Skeffington eine Suppenküche in der Liberty Hall, der Gewerkschaftszentrale, um die Streikenden mit Essen zu versorgen.

### Osteraufstand und Tod des Ehemannes

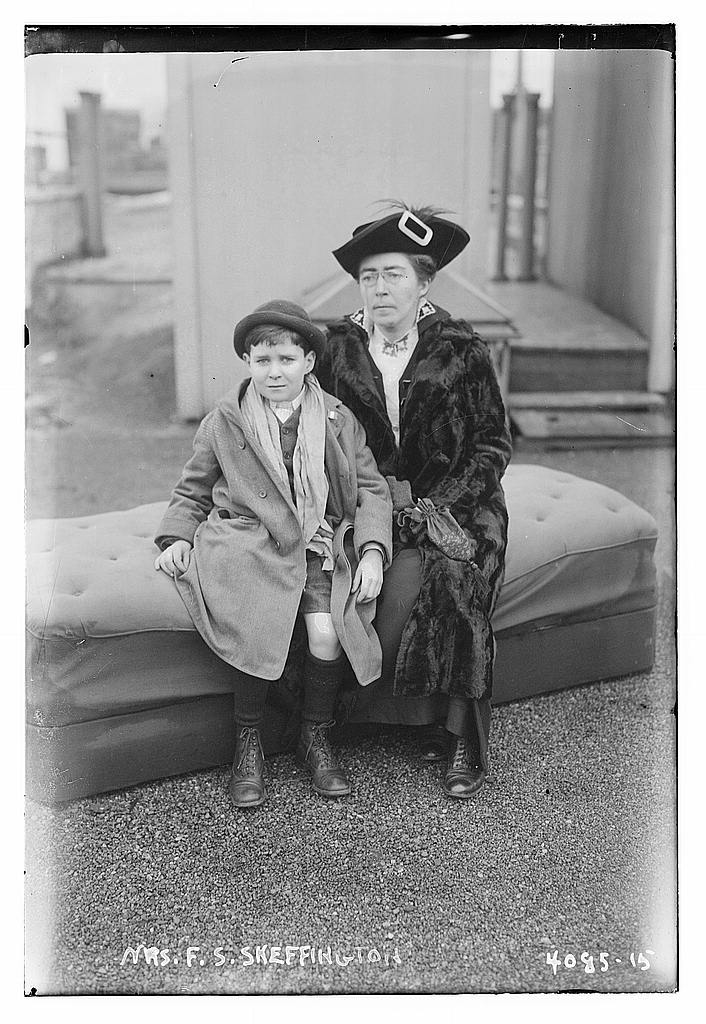
Hanna Sheehy-Skeffington 1916, mit ihrem Sohn Owen

Als 1914 der Erste Weltkrieg ausbrach, protestierten die Sheehy-Skeffingtons öffentlich für den Frieden, sich auf ihre pazifistischen Ideale berufend. Frank wurde für seine Aktionen kurzzeitig inhaftiert, aber beide setzten ihre Kampagnen fort.
Für Ostern 1916 hatte das Ehepaar einen Urlaub geplant, aber James Connolly riet ihnen, zu Hause zu bleiben. Trotz dieser Warnung wurden sie vom Ausbruch des Osteraufstands überrascht. Und obwohl sie kriegerische Handlungen ablehnte, konnte sie, im Gegensatz zu ihrem Mann, die Sache der Rebellen mittragen. Als die Irish Volunteers, unter Pádraig Pearse, und die Irish Citizen Army, unter James Connolly, am Ostermontag, 24. April 1916, das Hauptpostamt besetzten und die Ausrufung der Irischen Republik erfolgte, waren in dieser von der provisorischen Regierung unterschriebenen Erklärung die Gleichberechtigung von Männern und Frauen sowie das Frauenwahlrecht fest verankert. Sheehy-Skeffington unterstützte die Aufständischen, indem sie Lebensmittel und Vorräte in das Hauptquartier im Postamt brachte.
Ihr Mann hingegen hielt an seiner pazifistischen Grundlage fest. Er versuchte noch am Montag im Alleingang, eine Miliz aufzustellen, die die Plünderungen in Dublin unterbinden sollte. Als er abends auf dem Heimweg war, wurde er verhaftet und in die Militärkaserne nach Portobello verbracht. Dort wurde er ohne Begründung von Soldaten der Britischen Armee, gemeinsam mit zwei Journalisten, gefangen gehalten. Am Mittwochmorgen, 28. April 1916, wurden alle drei auf Befehl von Captain Bowen-Colhurst erschossen.
Sheehy-Skeffington war über den Mord an ihrem Mann nicht informiert worden und erfuhr es erst durch den Militärkaplan der Portobello-Kaserne. Um einen nachträglichen Grund für die Erschießung zu finden, wurde das Haus der Sheehy-Skeffingtons geplündert und nach belastendem Material durchsucht. Nachdem nichts gefunden worden war, versuchte man den Mord zu vertuschen. Officer Francis Vane lehnte das jedoch ab und leitete eine Untersuchung des Falles ein. Bowen-Colhurst wurde für verrückt erklärt und zur Behandlung nach Kanada geschickt. Einen Abschluss fand der Fall jedoch erst, nachdem Hanna, gemeinsam mit John Dillon von der Irish Parliamentary Party, nicht aufgegeben hatte, eine offizielle Anfrage bei den Behörden zu stellen. Bowen-Colhurst wurde daraufhin für schuldig an dem Mord befunden, durfte jedoch aufgrund seines Geisteszustandes für den Rest seines Lebens in Kanada bleiben. Das Angebot von Wiedergutmachungs-Zahlungen durch den Staat lehnte Sheehy-Skeffington ab.
Die Zeitung The Irish Citizen gab sie bis 1920 weiterhin alleine heraus.

### Lesungsreise durch die USA
Im Oktober 1916 ging sie, gemeinsam mit ihrem Sohn, nach Amerika. Sie plante dort eine Rede zu ihrem Pamphlet British Militarism As I Have Known It (Britischer Militarismus, wie ich ihn kennen gelernt habe) zu halten, das im Vereinigten Königreich und in Irland bis zum Ende des Krieges verboten worden war. Sheehy-Skeffington hatte aber keinen Pass, weil ihr dieser aufgrund ihrer subversiven politischen Ansichten verweigert worden war. So war sie gezwungen, unter dem Decknamen Mrs. Eugene Gibbons zu reisen. In den USA angekommen, startete sie ihre Lesungsreise in der Carnegie Hall in New York und besuchte in der Folge über 250 Veranstaltungsorte im ganzen Land. Ihre Motivation und ihr oberstes Ziel war es, den Mord an ihrem Mann öffentlich zu machen, aber auch, die höheren Ideale des Osteraufstandes zu erklären.
Ihre Reise durch die USA erregte Aufmerksamkeit von verschiedenen Seiten. Der US-Geheimdienst beschattete sie während der ganzen Zeit, und britische Agenten sandten Berichte über ihre Aktionen in die Heimat.
Ihr wurde die Mitgliedschaft im Heterodoxy, einem außergewöhnlichen Mittagsclub, der sich in Greenwich in New York traf, angeboten. Die einzige Voraussetzung für eine Mitgliedschaft in diesem Club war, dass die vorgeschlagene Person gegen die üblichen Konventionen der Zeit verstoßen haben musste. Mitglieder dieser Gruppe hatten großen Einfluss auf die Begründung des amerikanischen Feminismus und unterstützten die neue Welle weiblicher Schriftstellerinnen.
Die höchste Aufmerksamkeit bekam Sheehy-Skeffington jedoch dafür, dass sie 1917 zu einem Gespräch mit Präsident Woodrow Wilson eingeladen wurde. Sie ermunterte ihn, die Iren in ihrem Recht auf Selbstbestimmung zu unterstützen und von den Briten die irische Unabhängigkeit zu fordern. Wie Wilson selbst über dieses Gespräch dachte, ist unklar. Er hatte sicherlich nichts gegen die Unabhängigkeit Irlands, allerdings dürfte sie für ihn zu diesem Zeitpunkt nicht oberste Priorität gehabt haben, weil sein Land kurz davorstand, an der Seite der Engländer in den Weltkrieg hineingezogen zu werden.

### Rückkehr nach Irland und Arbeit mit Éamon de Valera
Sheehy-Skeffington konnte nicht auf legalem Weg nach Irland zurückkehren. Sie war daher gezwungen, nach England zu reisen. Dort versuchte sie vergeblich, eine offizielle Genehmigung für die Heimreise nach Irland zu bekommen. So ging sie im Juli 1917 als blinde Passagierin auf ein Dampfschiff nach Dublin. Ihre Ankunft dort blieb jedoch nicht unentdeckt und sie wurde innerhalb einer Woche verhaftet. Nach zwei Tagen im Bridewell-Gefängnis wurde sie ins Frauengefängnis von Holloway nach London überführt. Dort traf sie andere Revolutionärinnen, wie Gräfin Markiewicz und Kathleen Clarke. Kaum im Gefängnis, trat Sheehy-Skeffington wieder in den Hungerstreik. Nach zwei Tagen im Hungerstreik wurde sie freigelassen. Die Regeln sahen vor, dass eine Suffragette im Hungerstreik freigelassen werden musste, wenn sie sich krank fühlte, und umgehend wieder eingesperrt wurde, wenn sie sich erholt hatte. Sie konnte diesmal zwar entkommen, wurde aber bei ihrer Rückkehr nach Irland erneut inhaftiert.
1918 trat Sheehy-Skeffington in die Sinn Féin ein und man bot ihr ein Wahlmandat für Dublin an, was sie jedoch ablehnte. Stattdessen arbeitete sie in der Partei und in der Irish Women’s Franchise League.
1920 wurde sie dann für die Sinn Féin in den Stadtrat von Dublin gewählt und war während des Unabhängigkeitskrieges ständiges Ziel von Belästigungen und Überfällen durch die Black and Tans.
Als es 1922 wegen des Streits über den Anglo-Irischen Vertrag, den sie ebenfalls ablehnte, zum Bürgerkrieg kam, fragte sie Éamon de Valera, ob sie zurück nach Amerika kommen wollte, um Geld für die Seite der Vertragsgegner und die Familien der vom Irischen Freistaat gefangengehaltenen IRA-Soldaten zu sammeln. Gemeinsam mit Linda Kearns-MacWhinney und Kathleen Boland reiste sie durch die Staaten.
Als de Valera 1926 mit den weniger radikalen Vertragsgegnern aus der Sinn Féin die Fianna Fáil gründete, wechselte Sheehy-Skeffington ebenfalls zu der neuen Partei über und wurde als eine von vier Frauen in deren Vorstand gewählt.
Im selben Jahr entsandte de Valera sie nach Paris, um einen, letztlich gescheiterten, Versuch zu machen, den Völkerbund von einer völkerrechtlichen Anerkennung des Irischen Freistaats zu überzeugen.
Sie führte die Proteste gegen die Aufführung von Seán O’Caseys Stück The Plough and the Stars im Abbey Theatre an, das ihrer Meinung nach die Männer und Frauen, die am Osteraufstand teilgenommen hatten, verspottete.
Sheehy-Skeffingtons Fokus lag weiterhin auf dem irischen Republikanismus und dem Feminismus, deren Verbindung bisher immer durch die alten Ideale gegeben war. Ihr wurde jedoch bald klar, dass sich die beiden führenden Parteien in Irland inzwischen von der Idee der Gleichberechtigung, die 1916 noch für alle garantiert worden war, lossagten. Zwar gab es inzwischen ein mehr oder weniger weitreichendes Wahlrecht für Frauen, ansonsten sahen die Artikel 41.2.1 und 41.2.2 der Verfassung des Freistaats die Rolle der Frauen nach wie vor mit ihren „häuslichen Pflichten“ und ihrer gesellschaftlichen Bedeutung als Mütter verbunden.
Im August 1930 reiste sie als Delegierte der Friends of Soviet Russia in die Sowjetunion, um das sowjetische Regierungssystem kennen zu lernen und blieb später aktive Sympathisantin des kommunistischen Systems.
Im Januar 1933 wurde sie nach einer öffentlichen Rede in Newry verhaftet, weil sie sich einer ihr auferlegten Ausweisungsverfügung durch die nordirische Regierung widersetzt hatte.

### Bruch mit der Politik und Lebensende
1937 opponierte sie vehement gegen de Valeras Politik und den neuen Verfassungsentwurf, der Frauenrechte und deren Recht auf Arbeit weiterhin einschränkte. Es gab jedoch keine maßgebliche politische Partei, die ihre feministischen Ansichten geteilt hätte. Im November 1937 etablierte sie die Women’s Social and Progressive League als politische Frauenpartei. Ihr Versuch, bei den Wahlen 1943 als unabhängige Kandidatin gewählt zu werden, scheiterte jedoch.
Wie viele frühere Revolutionärinnen bekam sie, vom Staat im Stich gelassen, keine Rente und war gezwungen, von dem zu leben, was sie selbst erwirtschaftete. Sie verdiente sich ihren Lebensunterhalt als Lehrerin und Journalistin für die Zeitschriften Irish World, An Phoblacht und Republican File, bis sie 1945 durch eine Krankheit dazu nicht mehr in der Lage war. Sie erholte sich davon nicht mehr und starb ein Jahr später an Herzversagen.
Sie wurde neben ihrem Mann auf dem Glasnevin Cemetery in Dublin begraben.

## Fotogalerie

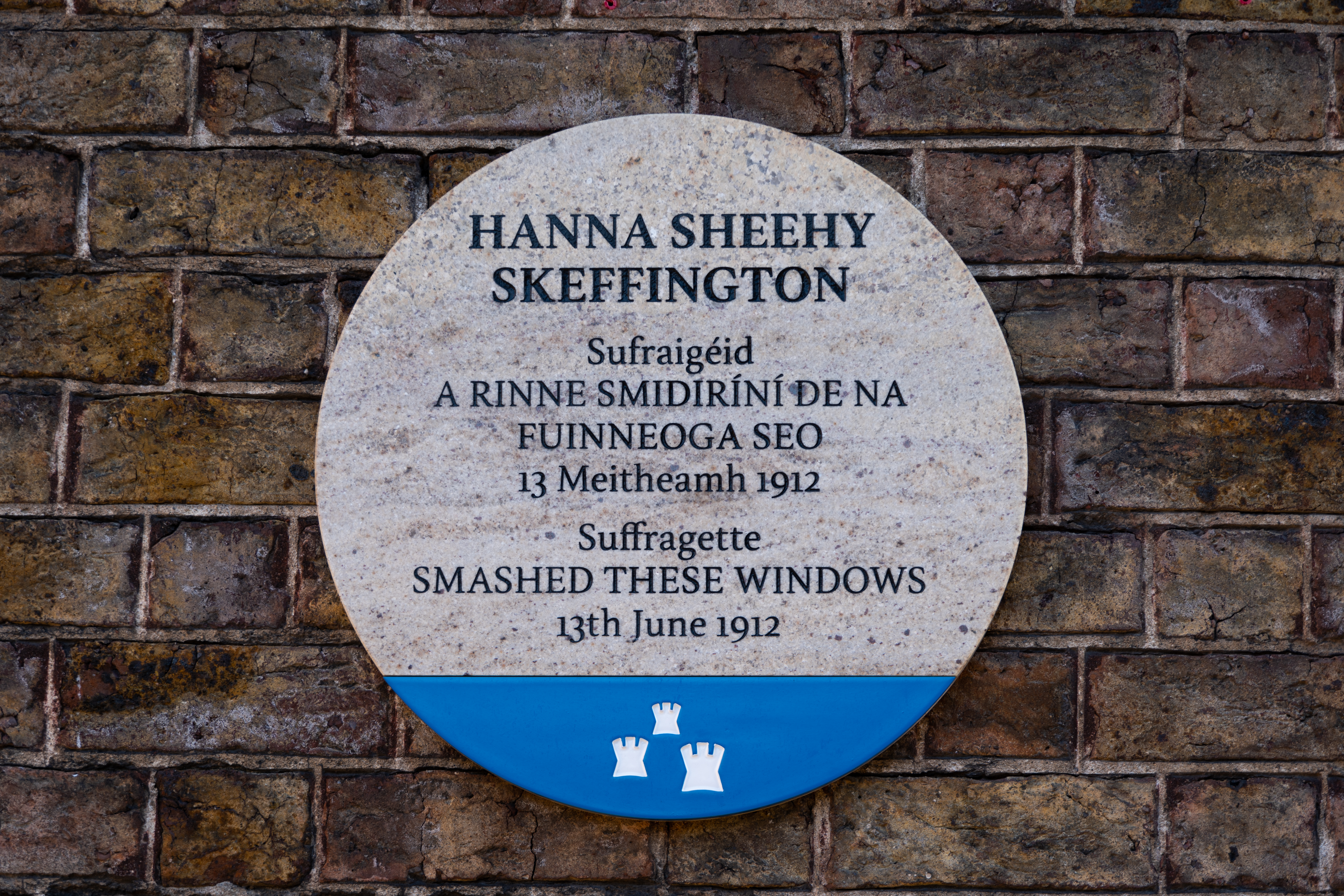
Erinnerungsplakette an die Suffragetten-Aktion vom 13. Juni 1912 am Dublin Castle
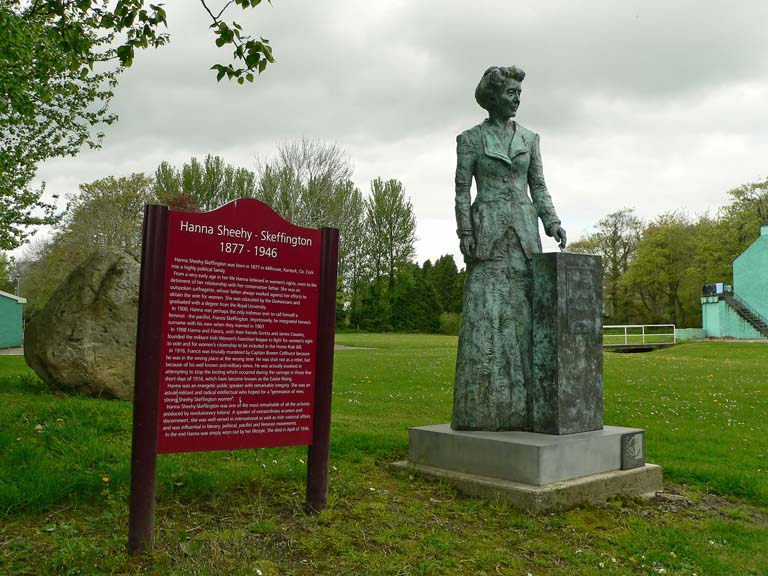
Denkmal für Hanna Sheehy-Skeffington in ihrem Geburtsort Kanturk, Co. Cork